# Wohnhaus Hafenstraße 27

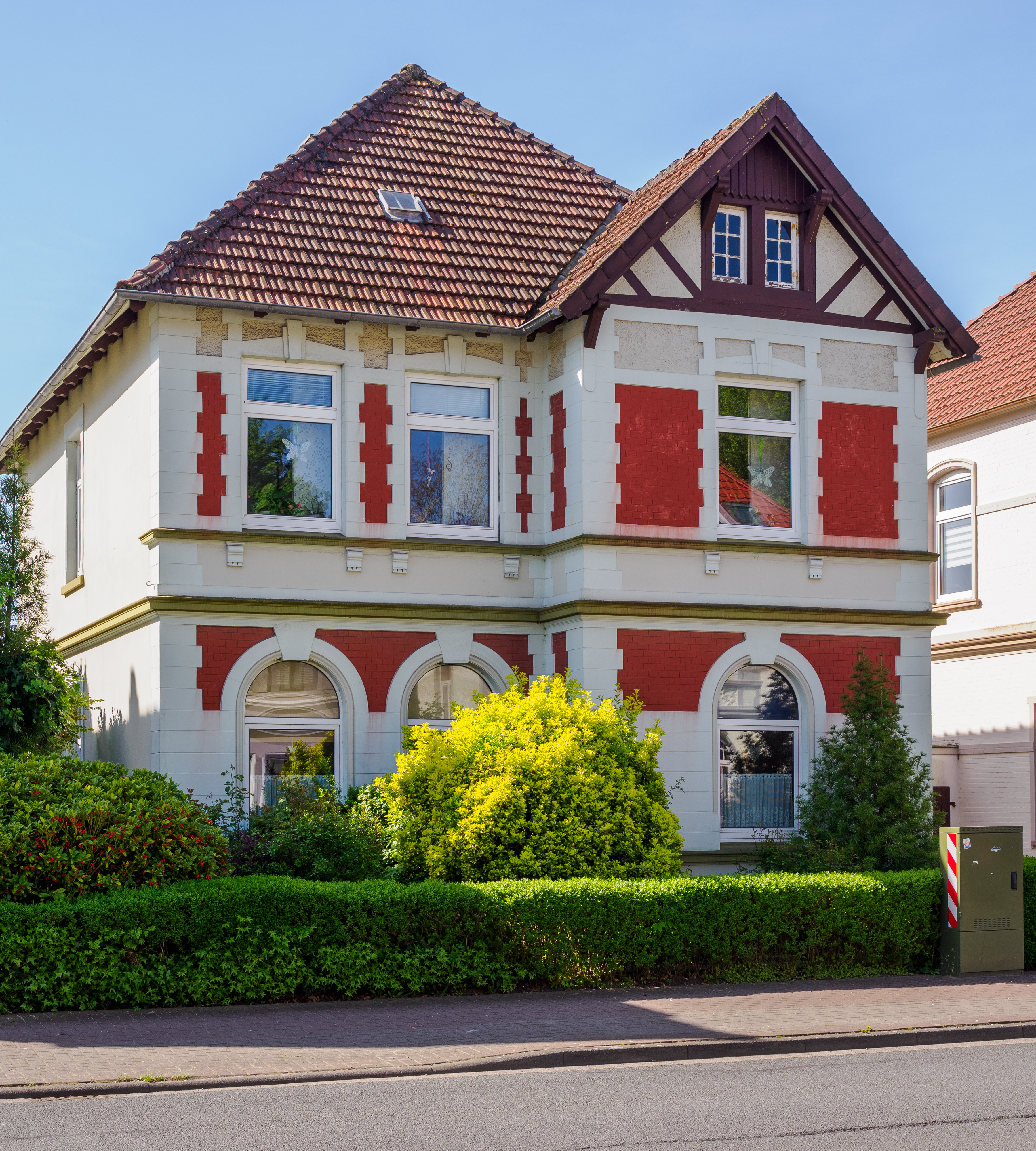
Wohnhaus Hafenstraße 27

Das Wohnhaus Hafenstraße 27 im niedersächsischen Nordenham im Landkreis Wesermarsch stammt vom Anfang des 20. Jahrhunderts.

Aktuell (2023) wird es als Wohnhaus genutzt.
Das Gebäude steht unter Denkmalschutz (siehe auch Liste der Baudenkmale in Nordenham).

## Beschreibung und Geschichte
Das zweigeschossige verputzte und teils verklinkerte traufständige Gebäude auf Sockel mit Walmdach und dem rechten Giebelrisalit mit Satteldach und Fachwerkverzierung im Giebeldreieck sowie den rundbogigen (EG) und rechteckigen (OG), gerahmten Öffnungen und einem geschossteilenden breiten Gesimsband bzw. Gesims, wurde wohl um 1900 gebaut. Es ähnelt den denkmalgeschützten Häusern Nr. 19, Nr. 21, Nr. 24, Nr. 33 und Nr. 35 in der Straße. Diese Häuser werden auch als Kapitänshäuser bezeichnet.
Das Landesdenkmalamt befand zur Bedeutung: „geschichtlich, städtebaulich“.